# Zhang Xiaolei
Zhang Xiaolei (chinesisch 张晓磊; * 12. Januar 1983) ist eine ehemalige chinesische Eisschnellläuferin.

## Werdegang
Zhang nahm in der Saison 2001/02 in Berlin erstmals am Eisschnelllauf-Weltcup teil, wobei sie den 16. Platz über 1500 m sowie in der B-Gruppe den 12. Platz über 3000 m errang und kam bei den Juniorenweltmeisterschaften 2002 in Klobenstein auf den neunten Platz im Mini-Vierkampf. Beim Saisonhöhepunkt, den Olympischen Winterspielen 2002 in Salt Lake City, belegte sie den 28. Platz über 1500 m und den 23. Rang über 3000 m. In der Saison 2005/06 erreichte sie in Calgary mit dem zweiten Platz in der Teamverfolgung ihre einzige Podestplatzierung im Weltcup und lief bei den Olympischen Winterspielen 2006 in Turin auf den 34. Platz über 1500 m sowie auf den achten Rang in der Teamverfolgung. In der folgenden Saison absolvierte sie in Berlin ihren letzten Weltcup, welchen sie auf dem sechsten Platz in der Teamverfolgung beendete und belegte bei den Asienmeisterschaften 2007 in Changchun den 11. Platz über 1500 m sowie den zehnten Rang über 3000 m. Zudem errang sie dort bei den Winter-Asienspielen 2007 den zehnten Platz über 1500 m.
Bei chinesischen Meisterschaften siegte sie zweimal über 5000 m (2005, 2006) und einmal über 3000 m (2001).

## Erfolge

### Olympische Spiele
- 2002 Salt Lake City: 23. Platz 3000 m, 28. Platz 1500 m

- 2006 Turin: 8. Platz Teamverfolgung, 34. Platz 1500 m

### Asienmeisterschaften
- 2007 Changchun: 10. Platz 3000 m, 11. Platz 1500 m

## Persönliche Bestzeiten
| Disziplin | Zeit        | Datum             | Ort            |
| --------- | ----------- | ----------------- | -------------- |
| 500 m     | 41,11 s     | 18. Oktober 2008  | Changchun      |
| 1000 m    | 1:21,72 min | 18. Oktober 2008  | Changchun      |
| 1500 m    | 1:58,92 min | 20. November 2005 | Salt Lake City |
| 3000 m    | 4:08,25 min | 12. November 2005 | Calgary        |
| 5000 m    | 7:30,63 min | 3. Dezember 2005  | Heerenveen     |